# جک قاتل (فیلم ۱۹۵۹)
جک قاتل (به انگلیسی: Jack the Ripper (1959 film)) یک فیلم است که در سال ۱۹۵۹ منتشر شد.